# Liste der Biografien/Matj
Liste der Biografien |
Portal Biografien |
Personensuche
# |
A |
B |
C |
D |
E |
F |
G |
H |
I |
J |
K |
L |
M |
N |
O |
P |
Q |
R |
S |
T |
U |
V |
W |
X |
Y |
Z |
?
 
Ma |
Mb |
Mc |
Md |
Me |
Mf |
Mg |
Mh |
Mi |
Mj |
Mk |
Ml |
Mm |
Mn |
Mo |
Mp |
Mq |
Mr |
Ms |
Mt |
Mu |
Mv |
Mw |
Mx |
My |
Mz
 
Maa |
Mab |
Mac |
Mad |
Mae |
Maf |
Mag |
Mah |
Mai |
Maj |
Mak |
Mal |
Mam |
Man |
Mao |
Map |
Maq |
Mar |
Mas |
Mat |
Mau |
Mav |
Maw |
Max |
May |
Maz
 
Mata |
Matb |
Matc |
Mate |
Matf |
Math |
Mati |
Matj |
Matk |
Matl |
Matm |
Matn |
Mato |
Matr |
Mats |
Matt |
Matu |
Matv |
Matw |
Maty |
Matz
Die Liste der Biografien führt alle Personen auf, die in der deutschsprachigen Wikipedia einen Artikel haben. Dieses ist eine Teilliste mit 13 Einträgen von Personen, deren Namen mit den Buchstaben „Matj“ beginnt.

## Matj

### Matja
- Matjašec, Miha (* 2009), slowenischer Fußballspieler
- Matjašič, Jure (* 1992), slowenischer Fußballspieler
- Matjaž, Maksimilijan (* 1963), slowenischer Geistlicher, Neutestamentler, römisch-katholischer Bischof von Celje

### Matje
- Matje, Miliza Edwinowna (1899–1966), russisch-sowjetische Ägyptologin

### Matji
- Matjila, Andrew (* 1932), namibischer Politiker

### Matju
- Matjuchin, Nikolai Iwanowitsch (* 1968), russischer Geher
- Matjuchin, Nikolai Jakowlewitsch (1927–1984), sowjetischer Computeringenieur
- Matjugin, Igor Jurjewitsch (* 1957), russischer Autor und Pädagoge
- Matjuschenko, Afanassi Nikolajewitsch (1879–1907), Anführer des Aufstandes auf dem Panzerkreuzer Potemkin
- Matjuschin, Michail Wassiljewitsch (1861–1934), russischer Maler und Komponist der Avantgarde
- Matjuschkin, Fjodor Fjodorowitsch (1799–1872), russischer Polarforscher und Admiral
- Matjuschkina, Anna Alexejewna (1722–1804), russische Adlige, Obersthofmeisterin und Vertraute von Zarin Katharina II.
- Matjušenoks, Jānis (* 1905), lettischer Fußballspieler